# Aganocrossus periculosus
Aganocrossus periculosus är en skalbaggsart som beskrevs av Bordat 1992. Aganocrossus periculosus ingår i släktet Aganocrossus och familjen Aphodiidae. Inga underarter finns listade i Catalogue of Life.